# كروفورد غيتس
كروفورد غيتس (بالإنجليزية: Crawford Gates)‏ هو كاتب ترانيم وملحن أمريكي، ولد في 29 ديسمبر 1921، وتوفي في 9 يونيو 2018.

## وصلات خارجية
- كروفورد غيتس على موقع IMDb (الإنجليزية)
- كروفورد غيتس على موقع ميوزك برينز (الإنجليزية)
- كروفورد غيتس على موقع ديسكوغز (الإنجليزية)